# Schrott (Gemeinde Bärnbach)
Schrott ist ein Ort in der Weststeiermark sowie eine Streusiedlung der Stadtgemeinde Bärnbach im Bezirk Voitsberg in der Steiermark. Sie entstand im Hochmittelalter und wurde erstmals in der zweiten Hälfte des 14. Jahrhunderts urkundlich erwähnt.

## Geographie und Lage
Schrott befindet sich im nordöstlichen Teil der Stadtgemeinde Bärnbach sowie im Nordosten der Katastralgemeinde Hochtregist, auf einem Pass zwischen dem Hochkogel im Südwesten und dem Kohlschwarzkogel im Nordwesten. Der Pass verbindet das Kainachtal mit dem Södingtal. Im Nordwesten befindet sich die zu Kainach bei Voitsberg gehörende Katastralgemeinde Kohlschwarz mit den beiden Streusiedlungen Bocklochgraben und Kohlschwarz. Das Ortszentrum vom Bärnbach befindet sich südwestlich von Schrott. Die Rotte Afling sowie die ebenfalls zu Bärnbach gehörende Streusiedlung Weingartsberg liegen ebenfalls südwestlich. Direkt östlich von Schrott verläuft die Gemeindegrenze zur Gemeinde Geistthal-Södingberg mit der Badsiedlung und der Streusiedlung Södingberg.
Durch Schrott verläuft die über den Pass verlaufende Straße, die von Afling über den Bocklochgraben nach Schrott und schließlich nach Södingberg führt.

## Geschichte
Wie das gesamte Gebiet der Katastralgemeinde Hochtregist so war auch die Gegend um die heutige Streusiedlung Schrott Teil eines hochmittelalterlichen Rodungsgebietes. Die heutige Streusiedlung geht vermutlich auf eine aus Einzelhöfen bestehende Rodungssiedlung zurück. Auch der Ortsname, der sich vom bairischen Schrôt für Rodungsgebiete ableitet, weist auf diesen Ursprung hin. Die erste urkundliche Erwähnung des Ortes als am Schroet erfolgte um 1375. Eine weitere frühe Erwähnung erfolgte 1395 als im Schrot. Um 1790 erfolgte schließlich die Erwähnung als in der Schrott.
Die Einwohner des Ortes gehörten bis zur Abschaffung der Grundherrschaften im Jahr 1848 zur Herrschaft Altkainach. Schrott gehörte zum Werbbezirk der Herrschaft Piber. Mit der Schaffung der freien Ortsgemeinden im Jahr 1850 kam Schrott zur Gemeinde Hochtregist.
Der Weg über den Pass und damit auch durch Schrott wurde von alters her genutzt und war auch viel frequentiert. Der Gastwirt Oswald Pienegger gründete 1942 eine Initiative mit dem Ziel, die Passstraße auszubauen. Diese Initiative war relativ erfolgreich, aber der Tod von Pienegger im Jahr 1952 führte zu einem frühzeitigen Ende des Ausbaues. So war damals die Strecke zwischen den beiden Gasthäusern Luckner und Zettel noch nicht für motorisierte Fahrzeuge nutzbar. Das fehlende Teilstück wurde in den Jahren 1959 und 1960 durch einen Zusammenschluss der Gemeinden Bärnbach, Södingberg und Geistthal vervollständigt.
Wie auch der Rest der bis dahin selbstständigen Gemeinde Hochtregist kam auch Schrott im Jahr 1952 zu der Gemeinde Bärnbach.

## Wirtschaft
Schrott ist landwirtschaftlich geprägt und hatte früher eine gewisse Bedeutung durch seine Lage an einer Passstraße. So diente etwa das Gasthaus Luckner bereits früh als Raststation für Reisende auf der Passstraße, vor allem für Botengeher und Holzfäller.